# Бюльбюль-крихітка
Бюльбю́ль-крихітка (Eurillas ansorgei) — вид горобцеподібних птахів родини бюльбюлевих (Pycnonotidae). Мешкає в Західній і Центральній Африці

## Підвиди
Виділяють два підвиди:
- E. a. ansorgei (Hartert, E, 1907) — від західної Гвінеї до південно-західної Уганди і східних районів ДР Конго;
- E. a. kavirondensis (Van Someren, 1920) — західна Кенія.

## Поширення і екологія
Бюльбюлі-крихітки живуть в тропічних лісах.